# James Iredell Jr.
James Iredell, Jr., född 2 november 1788 i Chowan County, North Carolina, död 13 april 1853 i Chowan County, North Carolina, var en amerikansk politiker. Han var guvernör i delstaten North Carolina 1827-1828. Han representerade sedan North Carolina i USA:s senat 1828-1831. Han var först demokrat-republikan och sedan demokrat. Han var son till juristen James Iredell.
Iredell utexaminerades 1806 från College of New Jersey (numera Princeton University). Han studerade sedan juridik och inledde 1809 sin karriär som advokat i North Carolina. Han deltog som kapten i 1812 års krig. Han tjänstgjorde 1819 som domare.
Iredell efterträdde 1827 Hutchins Gordon Burton som guvernör i North Carolina och efterträddes 1828 av John Owen. Senator Nathaniel Macon avgick 1828 och Iredell tillträdde som ledamot av USA:s senat. Han efterträddes 1831 som senator av Willie Person Mangum.
Iredell avled år 1853 och gravsattes på Johnston Burial Ground i Edenton.